# Farges-en-Septaine
Farges-en-Septaine è un comune francese di 980 abitanti situato nel dipartimento del Cher, nella regione del Centro-Valle della Loira.

## Società

### Evoluzione demografica
Abitanti censiti